# Outside (canción de Foo Fighters)
«Outside» es una canción de la banda de rock Estados Unidos Foo Fighters lanzada en agosto de 2015. Es el quinto sencillo de radio oficial y tercero de su octavo álbum de estudio, Sonic Highways. La canción marcó una aparición número 30 por los Foo Fighters en la lista de Billboard's Alternative Songs, vinculándolos con Green Day y Red Hot Chili Peppers en la tercera aparición.

## Grabación
La canción fue grabada en Rancho De La Luna, Joshua Tree, California, y presentado en el quinto episodio del documental HBO de la banda  Foo Fighters: Sonic Highways . Cuenta con Joe Walsh como guitarrista invitado y también Chris Goss. La colaboración con Walsh surgió a través de un amigo en común, explicó a Billboard magazine que: "Los conozco, mi baterista cuando toco solo, Drew Hester, soy un gran amigo de todos esos tipos, así que me conecté con él". El baterista de Foo Fighters Taylor Hawkins dijo a Q magazine que pensó que el solo de guitarra de Walsh en "Outside" fue el "momento del champagne" en las "Sonic Highways". álbum.

## Lanzamiento y recepción
Foo Fighters debutó "Outside" en BBC Radio 1 's Maida Vale Studios. El debut en vivo de la canción se realizó en el London 's Islington Assembly Hall el 12 de septiembre de 2014, en el que Foo Fighters interpretó una versión instrumental durante una interpretación de su single de 2007 " The Pretender".
En una revisión del álbum "Sonic Highways", Consequence of Sound declaró que "En Sonic Highways, las referencias a Muddy Waters en" Something from Nothing o el Bluebird Cafe en la mejor canción del álbum, " Congregation", son más forzados y molestos que inspirados. Otras letras son peores, como "beautiful earthling, blessed in cashmere" en el Canción de LA, "Afuera". Esa canción logra capturar parte de la esencia de la ciudad de la costa oeste, pero los detalles de "cañones" y "sirenas" parecen huecos, carecen de perspicacia, y apestan a letras que fueron improvisadas por instinto, no consideración cuidadosa ".
Alternative Nation declaró que "Outside suena como que podría haber encajado en  One by One . La canción trata de Los Angeles, donde se grabó Grohl canta: "Allí estás bailando en tu altar / bello terrícola / vestido de Cachemira / todos tus ecos de sonido en los cañones / abajo están soñando / oyendo las sirenas gritando / en otro momento / otro mundo / las chicas estaban los niños y los niños eran niñas / encuentra el brillo / en la camada. "Hay una parte de la falla en la que entra Joe Walsh que definitivamente tiene una vibra de finales de los 70 / principios de los 80's Pink Floyd. las pistas más débiles del álbum, realmente no hay melodías memorables y las letras son genéricas ".
| 4
|-
! scope="row"| Mexico Ingles Airplay (Billboard)
| 37
|-
! scope="row"|Poland (LP3)
| 29
|-
! Reino Unido (UK Rock & Metal) 
| 10
|-
!  Estados Unidos (Hot Rock & Alternative Songs) 
|35
|-
!  Estados Unidos (Alternative Airplay) 
| 11
|-
!  Estados Unidos (Mainstream Rock) 
|7
|-
!  Estados Unidos (Rock Airplay) 
|7
|}

|

### Year end charts
| Chart (2015)                   | Position |
| ------------------------------ | -------- |
| US Rock Airplay (Billboard)    | 47       |
| US Mainstream Rock (Billboard) | 41       |

|}